# ГЕС Huichon 2
ГЕС Huichon 2 – гідроелектростанція у центральній частині Північної Кореї. Знаходячись між ГЕС Huichon 1 та ГЕС Huichon 3, входить до складу каскаду на річці Чхончхонган (Chongchon), яка тече в південно-західному напрямку до впадіння у Західно-Корейску затоку (Жовте море). 
В межах проекту Чхончхонган перекрили бетонною греблею Huichon висотою 100 метрів та довжиною 555 метрів. Вона утримує водосховище з об’ємом 550 млн м3, яке поповнюється як за рахунок власного стоку, так і шляхом деривації води із річки Changja (ліва притока Ялуцзян, яка утворює кордон між Північною Кореєю та Китаєм) через ГЕС Huichon 1. Ліворуч біля підніжжя греблі облаштований машинний зал. 
Спорудження комплексу почалось у 2001-му та активізувалось у 2009 році після втручання тодішнього очільника країни Кім Чен Іра (помер у 2011-му за два дні після чергової інспекційної поїздки на будівництво комплексу Huichon). Введення станції в експлуатацію припало на весну 2012-го. Влітку наступного року зафіксували активне скидання води через шлюзи, внаслідок чого водосховище було майже спорожнене. Це могло бути викликане необхідністю усунення протікань у греблі.
Наразі наявні лише дані щодо спільної потужності станцій Huichon 1 та Huichon 2, яку визначають на рівні 300 МВт. Останнє робить ці ГЕС найбільшим гідроенергетичним проектом, реалізованим у Північній Кореї в 21 столітті.
Можливо відзначити, що ниче по течії споруджені або знаходяться на етапі будівництва ще 10 гідроелектростанцій (Huichon 3 – Huichon 12), проте потужність цих руслово-греблевих ГЕС невелика – всі разом вони повинні забезпечувати лише 120 МВт.